# Novákit
Novákit ist ein sehr selten vorkommendes Mineral aus der Mineralklasse der „Sulfide und Sulfosalze“ mit der chemischen Zusammensetzung (Cu,Ag)21As10 und damit chemisch gesehen ein Kupfer-Silber-Arsenid. Aufgrund der chemisch engen Verwandtschaft der Arsenide zu den Sulfiden werden diese in einer Klasse zusammengefasst. Die in den runden Klammern angegebenen Elemente können sich in der Formel jeweils gegenseitig vertreten (Substitution, Diadochie), stehen jedoch immer im selben Mengenverhältnis zum Arsenanteil.
Novákit kristallisiert im monoklinen Kristallsystem, konnte jedoch in der Natur bisher nur in Form unregelmäßiger oder traubiger Mineral-Aggregate mit bis zu drei Zentimeter großen Körnern entdeckt werden. Daneben findet er sich in Form von „Äderchen“ in gediegen Arsen. Das Mineral ist in jeder Form undurchsichtig (opak) und zeigt auf den Oberflächen der stahlgrauen Körner, die mit der Zeit irisierend bis schwarz anlaufen, einen metallischen Glanz. Auf der Strichtafel hinterlässt Novákit einen schwarzen Strich.

## Etymologie und Geschichte
Entdeckt wurde Novákit erstmals bei der Untersuchung von Abraumhalden stillgelegter Bergwerke bei Černý Důl (Schwarzenthal) im Riesengebirge in Tschechien. Analysiert und erstbeschrieben wurde das Mineral durch die tschechischen Mineralogen Zdeněk Johan (1935–2016) und Jaroslav Hak (* 1931), die es nach dem tschechischen Mineralogen Jiří Novák benannten. Die Publikation der Erstbeschreibung erfolgte 1961 im englischsprachigen Fachmagazin American Mineralogist.
Novákit wurde 1967 nachträglich von über 60 % der Mitglieder der Commission on New Minerals, Nomenclature and Classification (CNMNC) der International Mineralogical Association (IMA) als eigenständige Mineralart anerkannt. Da diese in einer Sammel-Anerkennung publiziert wurde, in der auch viele andere Minerale nachträglich anerkannt wurden, wird Novákit seitdem unter der Summenanerkennung „1967 s.p.“ (special procedure) geführt. Die ebenfalls von der IMA/CNMNC anerkannte Kurzbezeichnung (auch Mineral-Symbol) lautet „Nvá“.
Typmaterial des Minerals wird in der Mines ParisTech (auch École nationale supérieure des mines de Paris, ENSM) in Paris unter der Sammlungsnummer 18646 sowie im National Museum of Natural History (NMNH) in Washington, D.C. unter den Sammlungsnummern 116992 und 162624 aufbewahrt.

## Klassifikation
Bereits in der veralteten 8. Auflage der Mineralsystematik nach Strunz gehörte der Novákit zur Mineralklasse der „Sulfide und Sulfosalze“ und dort zur Abteilung „Legierungen (und legierungsartige Verbindungen) von Metallen mit den Halbmetallen As, Sb, Bi“, wo er zusammen mit Algodonit, Horsfordit (diskreditiert 2006), Domeykit, Trigodomeykit (ehemals Domeykit-β), Koutekit und Whitneyit die „Whitneyit-Koutekit-Gruppe“ mit der System-Nr. II/A’.01 bildete.
Im zuletzt 2018 überarbeiteten und aktualisierten Lapis-Mineralienverzeichnis nach Stefan Weiß, das sich aus Rücksicht auf private Sammler und institutionelle Sammlungen noch nach dieser alten Form der Systematik von Karl Hugo Strunz richtet, erhielt das Mineral die System- und Mineral-Nr. II/A.01-060. In der „Lapis-Systematik“ entspricht dies ebenfalls der Abteilung „Legierungen und legierungsartige Verbindungen“, wo Novákit zusammen mit Algodonit, Cuprostibit, Domeykit, Trigodomeykit, Koutekit und Kutinait die unbenannte Gruppe II/A.01 bildet.
Auch die von der IMA zuletzt 2009 aktualisierte 9. Auflage der Strunz’schen Mineralsystematik ordnet den Novákit in die Abteilung der „Legierungen und legierungsartige Verbindungen“ ein. Diese ist allerdings weiter unterteilt nach den in der Verbindung vorherrschenden Metallen, so dass das Mineral entsprechend seiner Zusammensetzung in der Unterabteilung „Verbindungen von Halbmetallen mit Kupfer (Cu), Silber (Ag), Gold (Au)“ zu finden ist, wo es als einziges Mitglied die unbenannte Gruppe 2.AA.15 bildet.
Die vorwiegend im englischen Sprachraum gebräuchliche Systematik der Minerale nach Dana ordnet den Novákit ebenfalls in die Klasse der „Sulfide und Sulfosalze“ und dort in die Abteilung der „Sulfidminerale“ ein. Hier ist er als einziges Mitglied in der unbenannten Gruppe 02.04.18 innerhalb der Unterabteilung „Sulfide – einschließlich Seleniden und Telluriden – mit der Zusammensetzung AmBnXp, mit (m+n) : p = 2 : 1“ zu finden.

## Kristallstruktur
Novákit kristallisiert im monoklinen Kristallsystem in der Raumgruppe C2 (Raumgruppen-Nr. 5), Cm (Nr. 8) oder C2/m (Nr. 12) mit den Gitterparametern a = 16,27 Å, b = 11,71 Å, c = 10,01 Å und β = 112,74°, sowie vier Formeleinheiten pro Elementarzelle.

## Bildung und Fundorte
Novákit bildet sich hydrothermal in Karbonat-Gängen, die in Diopsid-Hornfels-Linsen in Pyroxen-Gneis und seltener in Glimmerschiefer eindrangen. An seiner Typlokalität Černý Důl trat Novákit vergesellschaftet mit gediegen Arsen, Arsenolamprit, Bornit, Calcit, Chalkopyrit, Chalkosin, Koutekit, Löllingit, Silber, Skutterudit und Uraninit auf. In der Cashin Mine bei La Sal im Montrose County des US-Bundesstaates Colorado traten noch Algodonit, Djurleit und Domeykit hinzu.
Außer an diesen beiden Fundorten konnte Novákit bisher nur noch bei Běloves im Okres Náchod in Tschechien und bei Nieder-Beerbach in Hessen, Deutschland entdeckt werden.